# 埃塞克斯 (馬里蘭州)
埃塞克斯（英語：Essex）是位於美國馬里蘭州巴爾的摩縣的一個普查規定居民點。

## 人口
根據2020年美國人口普查的數據，埃塞克斯的面積為31.19平方千米，當中陸地面積為23.98平方千米，而水域面積為7.20平方千米。當地共有人口40505人，而人口密度為每平方千米1,298.65人。